# 바다거북
바다거북(학명: Chelonia mydas)은 바다거북과에 속하는 대형거북이다. 바다거북속에서 유일한 종이다. 대서양과 태평양에 서식하는 두 개의 다른 개체군과 함께 전 세계의 열대 및 아열대 바다에 걸쳐 분포하지만, 인도양에서도 발견된다. 통칭은 올리브색부터 검정색까지의 등딱지 색깔이 아니라 등딱지 밑에서 발견되는 녹색 지방을 가르킨다.
바다거북의 몸통은 가로로 납작하며, 눈물 모양의 커다란 갑각으로 덮여 있다. 등딱지는 보통 옅은 색이지만, 동태평양의 개체군에서는 등딱지의 일부가 거의 검은색일 수 있다. 대모거북과 같은 다른 종들과는 달리, 바다거북은 대부분 초식성이다. 성체는 주로 얕은 석호에서 살며, 다양한 종류의 해초를 먹는다. 바다거북은 해초의 끝부분을 물어뜯어먹어 해초를 건강하게 한다.
다른 거북이들과 같이, 바다거북은 먹이터와 부화하는 해변 사이의 먼 거리를 이동한다. 전 세계의 많은 섬들은 해변에 둥지를 틀고 있는 바다거북이들 때문에 거북섬으로 알려져 있다. 암컷들은 밤 동 해변에 기어나와 둥지를 파고, 알을 낳는다. 나중에, 부화한 새끼들은 물 속으로 기어간다. 성체가 된 거북이들은 야생에서 90년까지 살 수 있다.
국제자연보호연맹(IUCN)과 CITES에서 모두 멸종위기종으로 선정되어 있으며, 대부분의 국가에서는 보호조치가 내려져 있다. 따라서 거북이들을 채집, 가해, 도살하는 것이 금지되어 있다. 많은 나라들이 거북이들을 보호하기 위한 법안과 산란장을 지키기 위한 조치를 마련하였다. 하지만 거북이들은 여전히 인간의 활동 때문에 위험에 처해 있다. 어떤 나라에서는, 거북이와 거북이의 알들이 여전히 식재료로 사냥한다. 오염은 간접적으로 거북이와 거북이의 개채수에 해를 끼친다. 많은 거북이들이 그물에 걸린 후 죽는다. 게다가 부동산 개발은 둥지를 튼 해변을 제거하여 서식지 감소를 초래한다.

## 분류체계
바다거북은 바다거북아과의 구성원이다. 1993년의 연구는 다른 해양 거북과 관련하여 바다거북속의 상태를 명확히 했다. 육식성 대모거북, 붉은바다거북, 각시바다거북은 붉은바다거북아과에 할당되었다. 초식성 바다거북속은 그들의 한 속으로서의 지위를 보장하는 반면, 납작등바다거북은 이전에 믿었던 것보다 더 멀리 다른 속에서 제거되었다.
바다거북은 카를 폰 린네의 자연의 체계 10번째 판에 Testudo mydas로 묘사됐다. 1868년, 마리 피르맹 보쿠르는 스위스계 미국 동물학자 루이 아가시를 기리기 위해 특정 종의 바다 거북을 Chelonia Agassizii라고 이름 지었다. 이 종은 "black sea turtle" 이라고 불렸다. 이후의 연구는 보쿠르의 "black sea turtle"이 유전적으로 바다거북과 구별되지 않았기 때문에 분류학적으로 별도의 종이 아니라는 것이 밝혀졌다. 이 두 "종"은 바다거북으로 통합되었고 개체군은 아종으로 지정되었다: C. mydas mydas는 원래 묘사된 개체군을 지칭한 반면, C. mydas agassizi 은 Galápagos green turtle라고 알려진 태평양 개체군만을 지칭했다. 이 세분류는 나중에 무효로 판명되었고 모든종은 바다거북으로 지정되었다. 자주 언급되는 이름인 C. agassizi 은 바다거북의 잘못된 하위 동의어로 남아있다.
바다거북의 통칭은 거북이의 특정한 녹색 외부 색깔에서 유래하지 않았다. 이름은 거북이의 내부 기관과 껍질 사이의 층에서만 발견되는 녹색을 띤 지방에서 유래되었다. 바다거북은 전세계적으로 발견되는 종으로서, 많은 지역 이름을 가지고 있다. 하와이어로 honu 라고 하며 현지에서는 행운과 장수의 상징으로 알려져 있다.

## 바다거북에 대한 위협
국제자연보호연맹(IUCN)과 CITES에서 모두 멸종위기종으로 선정되어 있으며, 현재 대부분의 국가에서는 보호조치가 내려져 있다. 따라서 현재 이들을 채집, 가해, 도살하는 것이 금지되어 있다. 많은 나라들이 이들을 보호하기 위한 법안과 산란장을 지키기 위한 조치를 마련하였다. 하지만 아직까지도 멸종위기에 놓여있는 이유는 불법으로 포획 및 도살이 진행되고 있기 때문이다. 또한 바다거북은 보통 한 번에 약 100개의 알을 낳지만, 평균적으로 둥지에서 나온 알들 중 한 마리만이 성년이 될 때까지 생존할 수 있다. 그 이유는 너구리, 여우, 그리고 바닷새등이 둥지를 습격하거나 갓 태어난 새끼들이 처음으로 바다를 향해 달릴 때 단 몇 분 만에 이들을 잡아 먹을 수 있기 때문이다. 또한 바다에 들어간다고 해도 안전한 것이 아니다. 바다에 들어가면, 그들은 바닷새, 큰 물고기 그리고 심지어 다른 바다거북에 걸리기 쉽다. 바다거북에 대한 가장 중요하고 현대적인 위협 중 하나는 부정확한 어업 방법으로 인한 의도치 않은 어획에서 비롯된다. 그 중에서도 일명 '주낙 어업'이 바다거북 사망 사고의 주요 원인이다. 바다거북은 숨을 쉬기 위해 수면 위로 올라와야 하는데, 올라오는 과정에서 어부의 그물에 걸려 수면 위로 올라오지 못 하고 그대로 익사하는 경우가 많다. 2007년 초, 벵골 만에서 그물을 친 후 몇 달 동안 그물을 걷지 않아 약 천 마리의 바다거북이 그대로 익사했다. 바다거북에 대한 또 다른 주요 위협은 알과 고기에 대한 암거래이다. 암거래로 인해 멕시코와 니카라과에서 연간 35,000마리의 바다거북이 떼죽음을 당한 것으로 추정한다. 바다거북은 생선이 아닌 파충류임에도 불구하고 카톨릭의 사순절 기간에 종종 소비된다. 이에 따라, 환경보호 단체들은 교황에게 바다거북 고기를 금지하도록 선언할 것을 요청하는 서한을 보냈다. 해양 쓰레기, 특히 해파리로 오해할 수 있는 플라스틱과 그들이 뒤엉킬 수 있는 버려진 어망 역시 바다거북의 생존을 위협한다. 바다거북은 비닐봉지를 그들의 실제 먹이인 해파리와 해조류 등으로 혼동하여 먹는다. 바다거북의 종마다 플라스틱 섭취량은 다르지만 플라스틱을 섭취하면 장이 막혀 내출혈이 일어나 결국 사망에 이를 수 있다. 비닐봉지 뿐만 아니라 다른 플라스틱 역시 바다거북에게 치명적이다. 2015년, 올리브각시바다거북이 코 안에 플라스틱 음료용 빨대가 박힌 채 발견되었다. 뿐만 아니라 해양오염 또한 그들에게 영향을 끼치고 있다. 바다거북은 기름에 매우 취약한데, 바다에 석유가 유출되면 수면 위에서 떠다니는 기름이 바다거북의 소화기관에 들어가 독이 될 수 있다. 뿐만 아니라 해안가 개발로 인해 산란장이 줄어듦으로써 푸른바다거북 서식지가 줄어들고 있기도 하다.

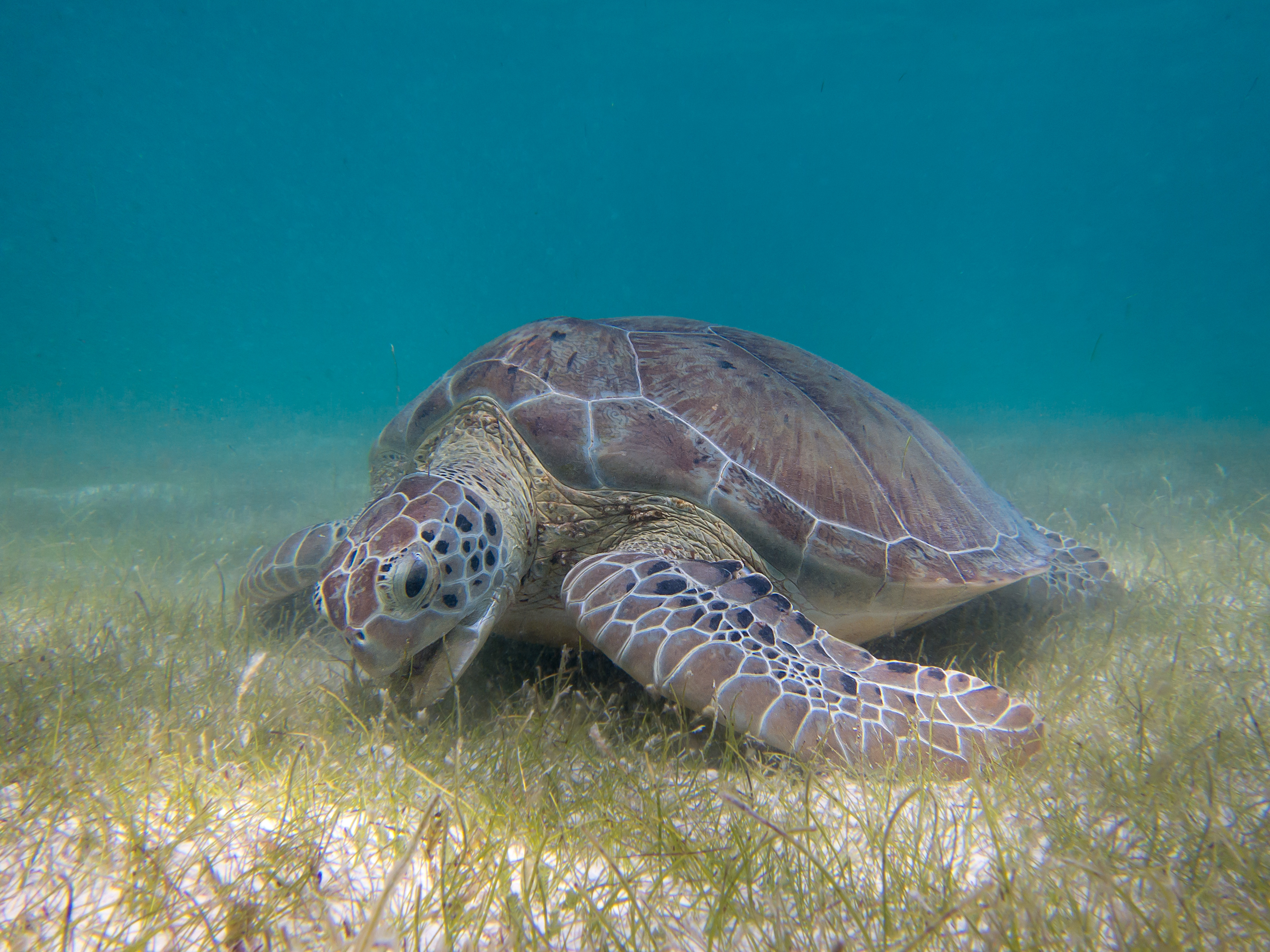
물풀을 뜯어먹는 바다거북.

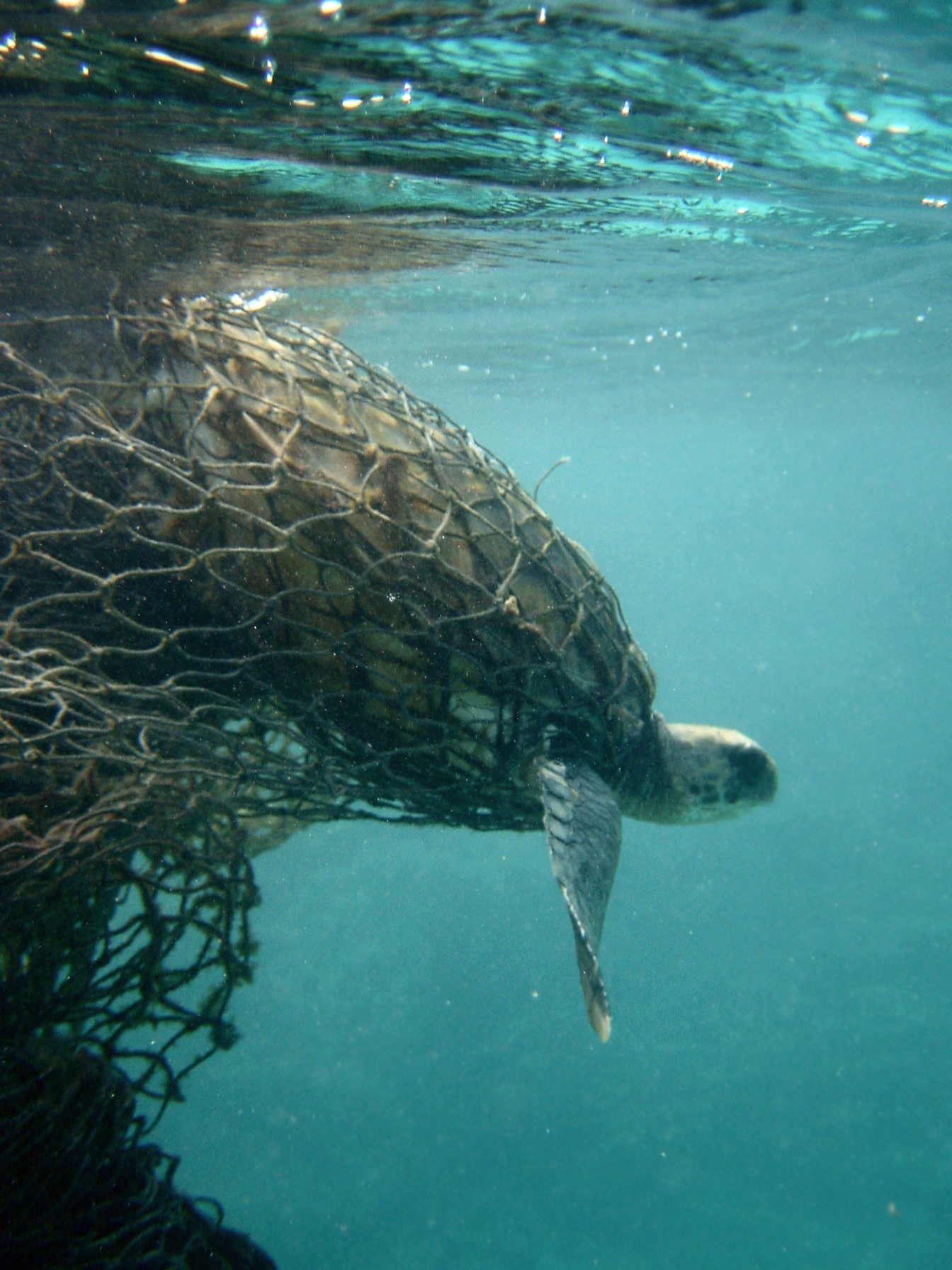
그물에 걸린 바다거북

푸른바다거북은 약24cm~46cm까지 자란다.
또, 이끼나 물풀을 먹고산다.
보통 거북은 모래에 알을낳고 100마리 중에서 5마리 정도만 살아남는다.
바다거북은 체온이 내려가면 땅으로 올라와서 일광욕을 하고 체온이 올라가면 다시 물속으로 들어간다.
거북들은 겨울이 되면 겨울잠을 잔다.

## 특징

생김새는 전형적인 바다 거북의 모습입니다. 바다거북은 등 쪽으로 납작한 몸, 짧은 목 끝에 부리부리한 머리, 그리고 수영하기에 잘 적응된 노처럼 생긴 팔을 가지고 있다. 다 자란 거북이는 길이가 1.5미터까지 자란다. 성숙한 개체의 평균 몸무게는 68–190 kg이고 평균 갑각 길이는 78–112 cm이다. 우수한 표본은 무게가 315kg 이상이 될 수 있으며, 가장 크다고 알려진 표본은 무게가 395kg이고 몸길이가 153cm로 측정되었다.
해부학적으로 몇가지 특징이 바다거북을 과의 다른구성원들과 구별한다. 가까운 친척인 대모거북과 달리 바다거북의 주둥이는 매우 짧고 부리는 고리가 없다. 목은 껍데기 안으로 들어갈 수 없다. 거북이의 윗턱의 외피는 가장자리가 찌그러진 반면 아랫턱은 더 강하고 톱니 모양이며 더 뚜렷한 돌기가 있다. 거북이의 머리의 등 면에는 한 쌍의 전두엽 비늘이 있다. 등딱지는 4쌍의 측면 갑피 옆에 5개의 중앙 갑각으로 구성되어 있다. 그 아래에 바다거북이의 가슴부과 등딱지 사이의 영역을 덮는 4쌍의 갑각이 있다. 성숙한 바다거북의 앞발은 한 개의 발톱만 가지고 있지만(대모거북의 앞 발톱 2개와 달리), 두번째 발톱이 어린 표본에서 가끔 두드러진다.
거북이의 등딱지는 시간이 지남에 따라 변하는 다양한 색 패턴을 가지고 있다. 갓 태어난 바다거북는 다른 바다거북이들과 마찬가지로 대부분 검은 갑각과 밝은 색의 가슴부분을 가지고 있다. 어린 개체의 등딱지는 짙은 갈색에서 올리브색으로 변하는 반면, 성숙한 개체의 등딱지는 완전히 갈색이거나 반점이 있거나 다양한 광선으로 얼룩져 있다. 아래에는 거북이의 가슴부분이 노란 빛깔이다. 바다거북의 팔다리는 어두운 색과 노란 선이 있고, 각 다리·꼬리·지느러미 의 중앙에 큰 어두운 갈색 점이 표시되어 있다.

## 푸른 바다 거북의 포식자들
오직 인간과 백상아리 등의 큰 상어, 범고래, 바다악어만이 푸른 바다 거북 성체를 먹고 산다. 구체적으로, 범상어는 하와이 바다에서 성체들을 사냥한다. 남아메리카에서는 재규어에게도 잡아먹히기도 한다. 간혹 갓 태어나거나 어린 푸른 바다 거북의 천적은 게, 작은 해양 포유 동물, 바닷가 새를 포함하여 많은 포식자들이다. 게다가, 그들의 알은 붉은 여우나 황금 자칼 같은 죽은 동물을 먹는 동물에 의해 포식되기 쉽고 그외에는 거미원숭이, 아메리카너구리, 긴코너구리에게도 먹히기도 한다.

## 푸른 바다 거북에 기생하는 기생충,해를 끼치는 생물들
푸른 바다 거북에는 따개비, 거머리, 원생 동물, 조충류, 선충을 포함한 다양한 기생충들이 서식하고 있고,따개비 들은 등 껍질에 달라붙고, 거머리들은 거북이들의 지느러미와 피부에 달라붙어 부드러운 조직에 손상을 입히고 피를 흘리게 한다.

## 식성
푸른바다거북의 먹이는 나이에 따라 달라진다. 새끼일때는 육식을 즐기지만, 푸른바다거북이 성숙해지면서 닥치는대로 먹게 된다. 푸른바다거북은 어린 물고기의 알, 연체동물, 해파리, 작은 무척추동물, 작은 물고기, 곤충, 해면동물, 해조류와 갑각류를 먹는다. 푸른바다거북은 영양분을 적게 섭취하기 때문에 천천히 성장한다. 식성 변화가 푸른바다거북의 두개골 형태에 영향을 미친다. 대부분의 바다거북 성체는 엄연히 초식동물이다.

## 사진

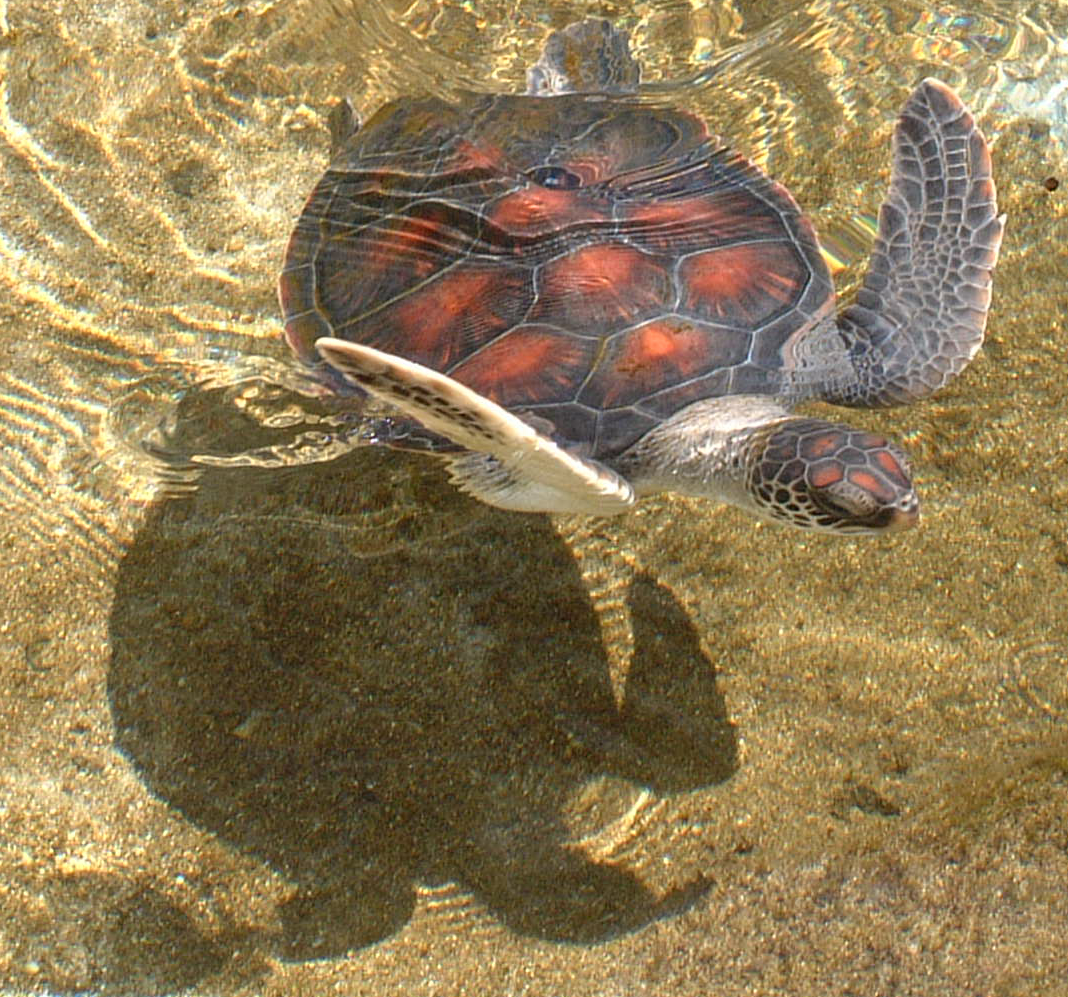
푸른바다거북 새끼
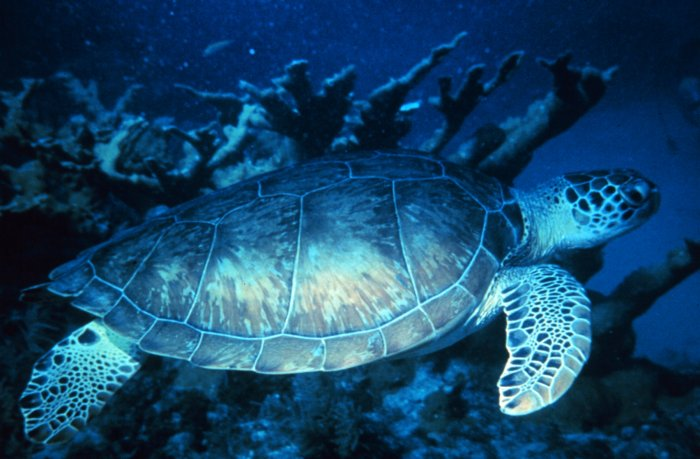
산호초에서 헤엄치는 푸른바다거북
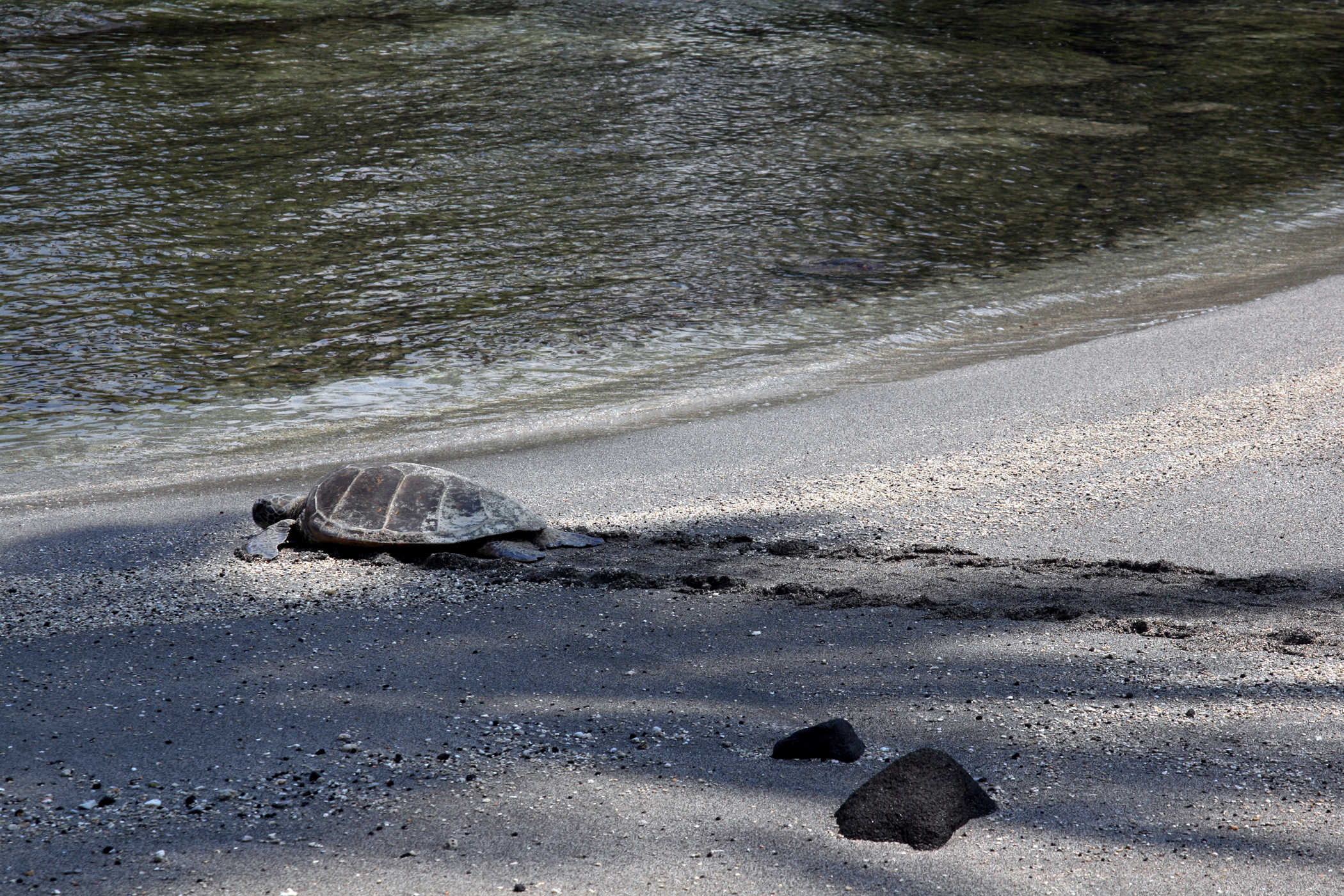
바다로 돌아가는 푸른바다거북
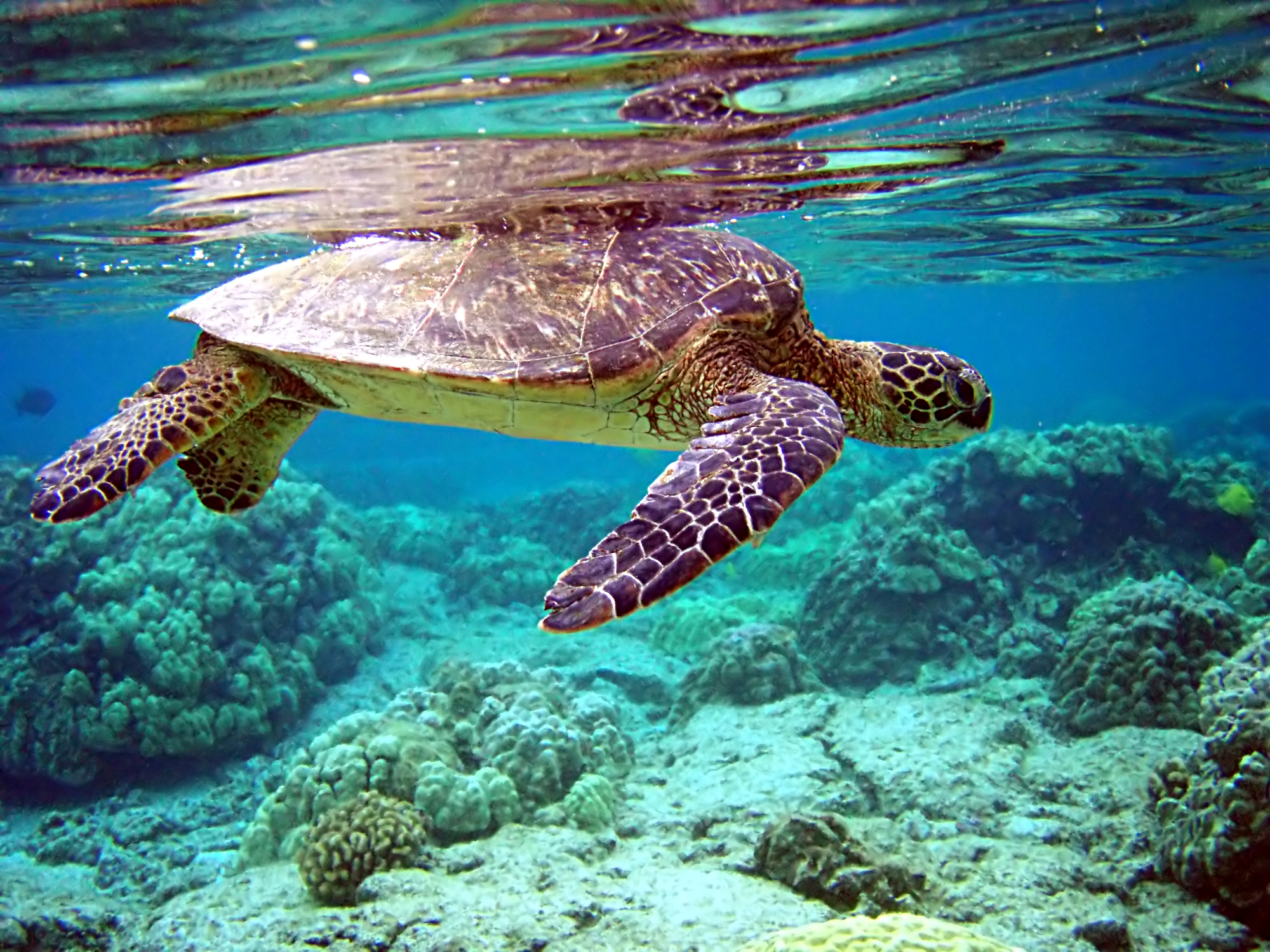
푸른바다거북

## 같이 보기
- 자라
- 거북
- 달팽이
- Chelonioidea. 바다거북상과
- Caretta caretta. 붉은바다거북
- Eretmochelys imbricata. 대모
- Dermochelys coriacea. 장수거북
- Lepidochelys kempii. 켐프각시바다거북
- Lepidochelys olivacea. 올리브각시바다거북
- Natator depressus. 납작등바다거북